# Троцкие-Сенютовичи
Троцкие-Сенютовичи (пол. Trocki-Sieniutowicz) — дворянский род.
Потомство Кирилла Троцкого, сотника Новомлинского (1722—1727).
- Троцкий-Сенютович, Виктор Викторович (1868 — ?) — русский генерал[1].

## Описание герба
В красном поле знамя с кавалерским крестом.
Щит увенчан дворянскими шлемом и короной. Нашлемник: три страусовые пера. Намёт на щите красный, подложенный серебром.